# كارلوس أندرادي
كارلوس أندرادي (بالبرتغالية: Carlos Andrade‏) مواليد 27 أبريل 1978 في سال، الرأس الأخضر، هو لاعب كرة سلة برتغالي. بدأ مسيرته الاحترافية في سنة 1996. يلعب مع نادي بنفيكا. يحمل الرقم 23. يبلغ طوله 6 قدم 5.75 بوصة (2.0 م).

## المسيرة الاحترافية
لعب مع كويلوز لكرة السلة في موسم 2004–2005، ثم لعب مع سكايلاينرز فرانكفورت في الدوري الألماني في موسم 2005–2006، ثم لعب مع بنفيكا لكرة السلة في موسم 2006–2007، ثم لعب مع سان سباستيان غيبوثكوا بي سي في الدوري الإسباني من سنة 2007 إلى 2009، ثم لعب مع بورتو من سنة 2009 إلى 2012، ثم لعب مع نادي بنفيكا في سنة 2012.

## الإنجازات
- الدوري البرتغالي لكرة السلة: 2003–04، 2004–05، 2010–11,2012–13، 2013–14، 2014–15
- كأس البرتغال لكرة السلة: 2003–04، 2009–10
- كأس السوبر البرتغالية لكرة السلة: 2003–04
- كأس الدوري البرتغالي لكرة السلة: 2003–04

## روابط خارجية
- كارلوس أندرادي على موقع الاتحاد الدولي لكرة السلة (الإنجليزية)
- كارلوس أندرادي على موقع الدوري الأوروبي لكرة السلة (الإنجليزية)
- كارلوس أندرادي على موقع الدوري الإسباني لكرة السلة (الإسبانية)
- كارلوس أندرادي على موقع كرة السلة الأوروبية.كوم (الإنجليزية)
- كارلوس أندرادي على موقع ريلجم (الإنجليزية)
- كارلوس أندرادي على موقع بروبوليرز (الإنجليزية)
- كارلوس أندرادي على موقع سبورتس رفرنس (الإنجليزية)